# Laurent Gaudé
Laurent Gaudé (sinh ngày 6 tháng 7 năm 1972) là nhà văn và nhà viết kịch người Pháp. Ông sinh ra tại Paris và cũng theo học đại học tại đây. Từ năm 1997 ông đã bắt đầu viết kịch, nhưng đến năm 2000 kịch của ông mới được đưa lên sân khấu. Tiểu thuyết đầu tay của ông được xuất bản năm 2001. Năm 2004, ông đoạt giải Goncourt cho cuốn Mặt trời nhà Scorta.

## Tác phẩm

### Tiểu thuyết
- Cris (2001)
- La mort du roi Tsongor (Cái chết của vua Tsongor, 2002)
- Le soleil des Scorta (Mặt trời nhà Scorta, 2004)
- Eldorado (2006)
- La porte des Enfers (2009)
- Ouragan (2010)
- Pour seul cortège (2012)
- Danser les ombres (2015)
- Écoutez nos défaites (2016)
- Salina, les trois exils (2018)
- Paris, mille vies (2020)
- Chien 51 (2022)[2]

### Tập truyện ngắn
- Dans la nuit Mozambique (2007)[3]
- Les Oliviers du Négus (2011)[4]

### Sân khấu
- Onysos le furieux (1997)
- Pluie de cendres (1998)
- Combats de possédés (1999)
- Cendres sur les mains (2001)
- Le Tigre bleu de l’Euphrate (2002)
- Salina (2003)
- Médée Kali (2003)
- Les Sacrifiées (2004)
- Sofia Douleur (2008)
- Sodome, ma douce (2010)
- Mille Orphelins (2011)
- Les Enfants Fleuve (2011)
- Caillasses (2012)
- Daral Shaga (2014)
- Maudits les Innocents (2014)
- Danse, Morob (2016)
- Et les colosses tomberont (2018)
- La dernière nuit du monde (2021)
- Grand Menteur: Trois monologues (2022)
- Même si le monde meurt (2023)[5]

## Giải thưởng
- Prix Atout Lire de la ville de Cherbourg, 2001 (Cris)[6]
- Giải Goncourt trẻ, 2002 (La mort du roi Tsongor)
- Prix des Libraires, 2003 (La mort du roi Tsongor)[7]
- Giải Goncourt, 2004 (Le soleil des Scorta)
- Prix Jean Giono, 2004 (Le soleil des Scorta)
- Prix Eugène-Dabit du roman populiste, 2004 (Le soleil des Scorta)
- Prix du Meilleur livre adaptable au Forum International de Littérature et Cinéma de Monaco, 2005 (Le soleil des Scorta)[8]
- Prix du Magazine Gaël (Bỉ), 2009 (La porte des Enfers)[9]
- Prix du roman des Écrivains du Sud, 2022 (Chien 51)
- Prix Imaginales des bibliothécaires, 2023 (Chien 51)[10]